# 630 Euphemia
A 630 Euphemia egy a Naprendszer kisbolygói közül, amit August Kopff fedezett fel 1907. március 7-én.